# Trắc trắng
Trắc trắng hay còn gọi sưa (danh pháp khoa học: Dalbergia boniana) là một loài thực vật có hoa thuộc họ Fabaceae.
Loài này chỉ có ở Việt Nam, được trồng làm cảnh ở Hà Nội, Hà Nam, Nam Định.